# Lista dos porta-bandeiras do Brasil nos Jogos Olímpicos
Esta é uma lista dos porta-bandeiras do Brasil na cerimônia de abertura dos Jogos Olímpicos:

## Jogos Olímpicos

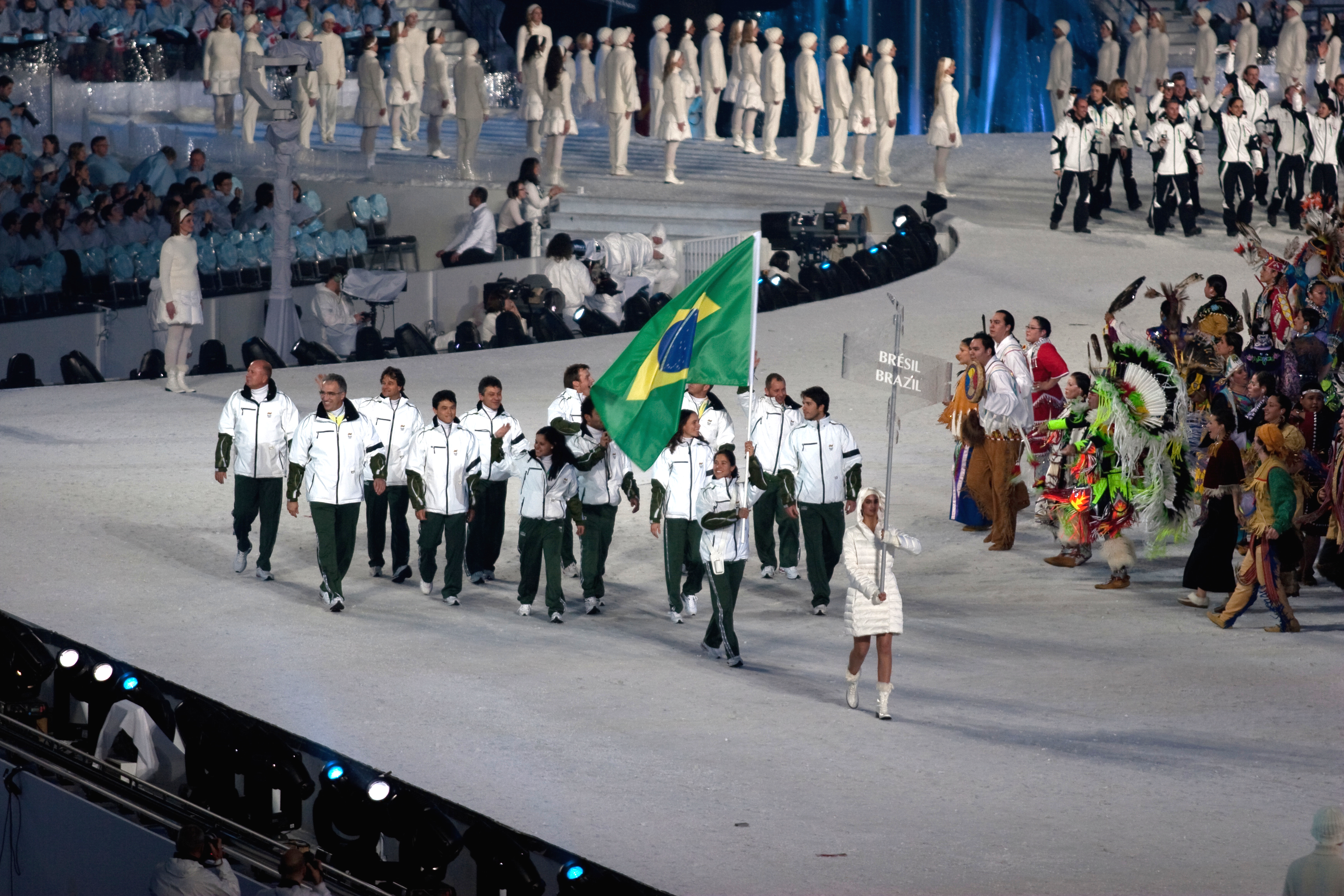
Isabel Clark Ribeiro carregando a bandeira brasileira durante a cerimônia de abertura dos Jogos Olímpicos de Inverno de 2010.

| Ano             | Cidade           | Atleta                            | Modalidade                   |
| --------------- | ---------------- | --------------------------------- | ---------------------------- |
| 1920 (Detalhes) | Antuérpia        | Guilherme Paraense                | Tiro Esportivo               |
| 1924 (Detalhes) | Paris            | Alfredo Gomes                     | Atletismo                    |
| 1932 (Detalhes) | Los Angeles      | Antonio Pereira Lyra              | Atletismo                    |
| 1936 (Detalhes) | Berlim           | Sylvio de Magalhães Padilha       | Atletismo                    |
| 1948 (Detalhes) | Londres          | Sylvio de Magalhães Padilha       | Atletismo                    |
| 1952 (Detalhes) | Helsinque        | Mário Jorge da Fonseca Hermes     | Basquete                     |
| 1956 (Detalhes) | Melbourne        | Wilson Bombarda                   | Basquete                     |
| 1960 (Detalhes) | Roma             | Adhemar Ferreira da Silva         | Atletismo                    |
| 1964 (Detalhes) | Tóquio           | Wlamir Marques                    | Basquete                     |
| 1968 (Detalhes) | Cidade do México | João Gonçalves Filho              | Polo aquático                |
| 1972 (Detalhes) | Munique          | Luiz Cláudio Menon                | Basquete                     |
| 1976 (Detalhes) | Montreal         | João Carlos de Oliveira           | Atletismo                    |
| 1980 (Detalhes) | Moscou           | João Carlos de Oliveira           | Atletismo                    |
| 1984 (Detalhes) | Los Angeles      | Eduardo Souza Ramos               | Vela                         |
| 1988 (Detalhes) | Seul             | Walter Carmona                    | Judô                         |
| 1992 (Detalhes) | Albertville      | Hans Egger                        | Esqui alpino                 |
| 1992 (Detalhes) | Barcelona        | Aurélio Miguel                    | Judô                         |
| 1994 (Detalhes) | Lillehammer      | Christian Lothar Munder           | Esqui alpino                 |
| 1996 (Detalhes) | Atlanta          | Joaquim Cruz                      | Atletismo                    |
| 1998 (Detalhes) | Nagano           | Marcelo Apovian                   | Esqui alpino                 |
| 2000 (Detalhes) | Sydney           | Sandra Pires                      | Vôlei de praia               |
| 2002 (Detalhes) | Salt Lake City   | Mirella Arnhold                   | Esqui alpino                 |
| 2004 (Detalhes) | Atenas           | Torben Grael                      | Vela                         |
| 2006 (Detalhes) | Turim            | Isabel Clark Ribeiro              | Snowboarding                 |
| 2008 (Detalhes) | Pequim           | Robert Scheidt                    | Vela                         |
| 2010 (Detalhes) | Vancouver        | Isabel Clark Ribeiro              | Snowboarding                 |
| 2012 (Detalhes) | Londres          | Rodrigo Pessoa                    | Hipismo                      |
| 2014 (Detalhes) | Sóchi            | Jaqueline Mourão                  | Biatlo / Esqui cross-country |
| 2016 (Detalhes) | Rio de Janeiro   | Yane Marques                      | Pentatlo moderno             |
| 2018 (Detalhes) | PyeongChang      | Édson Bindilatti                  | Bobsleigh                    |
| 2020 (Detalhes) | Tóquio           | Ketleyn Quadros Bruno Rezende     | Judô e Vôlei                 |
| 2022 (Detalhes) | Pequim           | Edson Bindilatti Jaqueline Mourão | Bobsleigh e Esqui de fundo   |
| 2024 (Detalhes) | Paris            | Isaquias Queiroz Raquel Kochhann  | Canoagem e Rugby de 7        |